# Polska Partia Socjalistyczna – dawna Frakcja Rewolucyjna
Polska Partia Socjalistyczna – dawna Frakcja Rewolucyjna – polska lewicowa partia polityczna o nastawieniu prosanacyjnym. Nazwą nawiązała do Polskiej Partii Socjalistycznej – Frakcji Rewolucyjnej.
Utworzona 17 października 1928 przez grupę działaczy PPS na czele z Rajmundem Jaworowskim, popierających przewrót Józefa Piłsudskiego. W wyniku podziału z PPS odeszły grupy z okręgów: Warszawa, Warszawa-Podmiejska, Śląsk, Łódź, Częstochowa. Rozłamowcy zwalczali PPS, posługując się także metodami przemocy fizycznej. 3 stycznia 1929 r. w Piotrkowie Trybunalskim od kuli bojówkarza PPS - dawnej Frakcji Rewolucyjnej zginął Teofil Jaszkowski, członek KC OMTUR i sekretarz OKR PPS Piotrków.
Klub parlamentarny PPS (Związek Parlamentarny Polskich Socjalistów) opuściło 10 posłów (Rajmund Jaworowski, Zygmunt Gardecki, Medard Downarowicz, Józef Niski, Julian Smulikowski, Adam Szczypiorski, Antoni Pączek, Marian Malinowski, Antoni Chudy i Zofia Praussowa), tworząc własny klub parlamentarny, którego kierownictwo stanowili: prezes – Julian Smulikowski, wiceprezes – Marian Malinowski, sekretarz – Antoni Chudy i skarbnik – Medard Downarowicz.
1 listopada 1928 w Katowicach partia odbyła swój XXI Kongres. W skład 65-osobowej Centralnej Rady Organizacyjnej wybrano m.in. Jędrzeja Moraczewskiego, Józefa Biniszkiewicza, Medarda Downarowicza, Zygmunta Gardeckiego, Rajmunda Jaworowskiego, Józefa Łokietka, Łukasza Siemiątkowskiego i Tadeusza Szpotańskiego.
Polska Partia Socjalistyczna – dawna Frakcja Rewolucyjna opracowała program, w którym nie poddano żadnej analizie ani panującego systemu sprawowania władzy, ani sytuacji politycznej w kraju czy materialnych warunków bytu świata pracy. Było w nim natomiast niemało demagogii.
PPS-dFR działała głównie w województwie warszawskim oraz lwowskim. W strefie wpływów partii znajdowała się Centralne Zrzeszenie Klasowych Związków Zawodowych. Przy partii działała Organizacja Młodzieżowa.
W wyborach parlamentarnych w 1930 partia poniosła klęskę, nie wprowadzając żadnego parlamentarzysty, oprócz kilku posłów z listy BBWR. Po rozłamie w centrali związków zawodowych współpracujących z dawną Frakcją, zorganizowanym przez Jędrzeja Moraczewskiego, ugrupowanie straciło na znaczeniu.

We wrześniu 1939 partia przestała funkcjonować. W dniu 11 września 1939 jeden z jej przywódców Tadeusz Szpotański ogłosił w prasie: 

Nie posiadając formalnego upoważnienia, biorąc jednak pod uwagę doniosłość chwili, wzywam członków d. Frakcji rewolucyjnej PPS i jej organizacje, by stanęli dziś do solidarnej akcji, kierowanej przez CKW PPS w imię wspólnej wielkiej sprawy, górującej nad wszystkimi innymi zagadnieniami.

W trakcie okupacji hitlerowskiej, część działaczy PPS d. Frakcji Rewolucyjnej weszła w skład PPS-WRN.

## Literatura
- Maria Nartonowicz-Kot: Powstanie i działalność Polskiej Partii Socjalistycznej dawna Frakcja Rewolucyjna w Łodzi i w okręgu (1928–1939). Acta Universitatis Lodziensis. Folia Historica 1997, nr 60
- Jarosław Tomasiewicz: „Faszyzm lewicy” czy „ludowy patriotyzm”? Tendencje antyliberalne i nacjonalistyczne w polskiej lewicowej myśli politycznej lat trzydziestych. Warszawa 2020. ISBN 978-83-8196-103-5, s. 207–218
- Jarosław Tomasiewicz: Naprawa czy zniszczenie demokracji? Tendencje autorytarne i profaszystowskie w polskiej myśli politycznej 1921–1935, Wydawnictwo Uniwersytetu Śląskiego, Katowice 2012,  ISBN 978-83-226-2125-7, s. 333–340
- Jan Tomicki: Polska Partia Socjalistyczna 1892–1948, Książka i Wiedza, Warszawa 1983, ISBN 83-05-11099-0, s. 302–303